# ポマレ3世
ポマレ3世（タヒチ語：Pōmare III、1820年6月25日 - 1827年1月8日）は、タヒチ王国ポマレ王朝第3代の王。1821年に死去した父王ポマレ2世の跡を継ぎ、1歳半で王位を継承した。母は王后テリイタリア。父と側室テレモエモエ（テリイタリアの妹）の間には7歳年上の異母姉がいる。
ポマレ3世はまだよちよち歩きの幼君のため、母テリイタリア、叔母テレモエモエ、そして5人の主要な部族長が摂政となり共同して国政にあたった。1826年にはアメリカ合衆国との通商条約を締結している。しかしその翌年にポマレ3世は6歳で夭折した。王位は異母姉のポマレ4世が継承した。